# Eschiva de Saint Omer
Eschiva de Saint Omer (fallecida después de 1265) fue princesa titular de Galilea.
Era la hija de Raúl de Saint Omer, príncipe titular de Galilea y su esposa Inés Grenier.
El principado había sido ocupado por los ayubíes musulmanes desde 1187. Eschiva heredó la titularidad del principado cuando su padre murió en 1219. Se casó con Odón de Montbéliard, condestable de Jerusalén, hijo de Gualterio de Montbéliard, regente de Chipre.
Recibió el principado pacíficamente en 1240 como resultado de la cruzada de 1239 a 1241 a través de una tregua con el sultanato de Damasco. Sin embargo, las ciudades importantes, como Tiberíades, fueron saqueadas en 1244 por los mercenarios jorezmitas del sultán de Egipto, y en 1247 la mayor parte de Galilea se había perdido a manos de los ayubíes.
Con Odón tuvo tres hijas:
- María, se casó con Hugo de Ibelín, hijo de Balián de Ibelín, señor de Beirut, después con Jacobo de Ibelín, conde de Jaffa.
- Juana
- Simona, se casó con Felipe de Ibelín, condestable de Chipre.